# Rio Cormeiţa
O Rio Cormeiţa é um rio da Romênia, afluente do Cormaia, localizado no distrito de Bistriţa-Năsăud.